# Iberodorcadion
Iberodorcadion är ett släkte av skalbaggar som beskrevs av Stefan von Breuning 1943. Iberodorcadion ingår i familjen långhorningar.
Släktet innehåller bara arten Iberodorcadion fuliginator.